# Lista de recordes da Major League Baseball em rebatidas duplas
No beisebol, uma rebatida dupla (double) é o ato do batedor chegar salvo à segunda base por rebater a bola e alcançar a segunda em segurança, sem nem o benefício de um erro do defensor nem outro corredor sendo eliminado numa escolha do defensor.
Jogadores denotados em negrito ainda estão ativos.
(r) denota um jogador estreante (rookie).

## 550 duplas na carreira
| Jogador           | Duplas | Temporada e times                                                                                        |
| ----------------- | ------ | --- |
| Tris Speaker      | 792    | 1907–15 Boston (AL); 16–26 Cleveland; 27 Washington (AL); 28 Philadelphia (AL)                           |
| Pete Rose         | 746    | 1963–78, 84–86 Cincinnati; 79–83 Philadelphia (NL); 84 Montreal Expos                                    |
| Stan Musial       | 725    | 1941–44, 46–63 St. Louis (NL)                                                                            |
| Ty Cobb           | 724    | 1905–26 Detroit; 27–28 Philadelphia (AL)                                                                 |
| Craig Biggio      | 668    | 1988–2007 Houston                                                                                        |
| George Brett      | 665    | 1973–93 Kansas City                                                                                      |
| Nap Lajoie        | 657    | 1896–1900 Philadelphia (NL); 01-02, 15–16 Philadelphia (AL); 02-14 Cleveland                             |
| Carl Yastrzemski  | 646    | 1961–83 Boston (AL)                                                                                      |
| Honus Wagner      | 640    | 1897–99 Louisville (NL); 1900–17 Pittsburgh                                                              |
| David Ortiz       | 632    | 1997-2002 Minnesota Twins; 2003-2016 Boston Red Sox                                                      |
| Henry Aaron       | 624    | 1954–74 Milwaukee-Atlanta; 75–76 Milwaukee                                                               |
| Paul Molitor      | 605    | 1978–92 Milwaukee (AL); 93–95 Toronto; 96–98 Minnesota                                                   |
| Paul Waner        | 605    | 1926–40 Pittsburgh; 41–42 Boston (NL); 43–44 Brooklyn; 44–45 New York (AL)                               |
| Cal Ripken, Jr.   | 603    | 1981–2001 Baltimore                                                                                      |
| Albert Pujols     | 602    | 2001-2011 St. Louis (NL); 2012–2016 Anaheim                                                              |
| Barry Bonds       | 601    | 1986–92 Pittsburgh; 93-2007 San Francisco                                                                |
| Luis Gonzalez     | 596    | 1990–95, 97 Houston; 95–96 Chicago (NL); 99-2006 Arizona; 07 Los Angeles (NL); 08 Florida                |
| Todd Helton       | 592    | 1997 Colorado Rockies                                                                                    |
| Adrián Beltré     | 591    | 1998-2004 Dodgers; 2005-2009 Seattle Mariners; 2010 Boston Red Sox; 2011-2016 Texas Rangers              |
| Rafael Palmeiro   | 585    | 1986–88 Chicago (NL); 89–93, 99–2003 Texas; 94–98, 2004–05 Baltimore                                     |
| Robin Yount       | 583    | 1974–93 Milwaukee (AL)                                                                                   |
| Wade Boggs        | 578    | 1982–92 Boston (AL); 93–97 New York (AL); 98–99 Tampa Bay                                                |
| Charlie Gehringer | 574    | 1924–42 Detroit                                                                                          |
| Bobby Abreu       | 574    | 1996-1997 Houston; 98-2006 Phillies; 06-08 Yankees; 09-12 Angels; 2012 Dodgers; 2014 New York Mets       |
| Ivan Rodriguez    | 572    | 1991–2002 Texas; 03 Florida; 04-08 Detroit; 08 New York (AL); 09 Houston/Texas; 2010–2011 Washington     |
| Eddie Murray      | 560    | 1977–88, 96 Baltimore; 89–91, 97 Los Angeles (NL); 92–93 New York (NL); 94–96 Cleveland; 97 Anaheim      |
| Jeff Kent         | 560    | 1992 Toronto; 92–96 New York (NL); 96 Cleveland; 97-2002 San Francisco; 03-04 Houston; 05-08 Los Angeles |

### Jogadores ativos mais próximos
| Jogador        | Duplas |
| -------------- | ------ |
| Carlos Beltrán | 536    |

## Duplas em temporada única

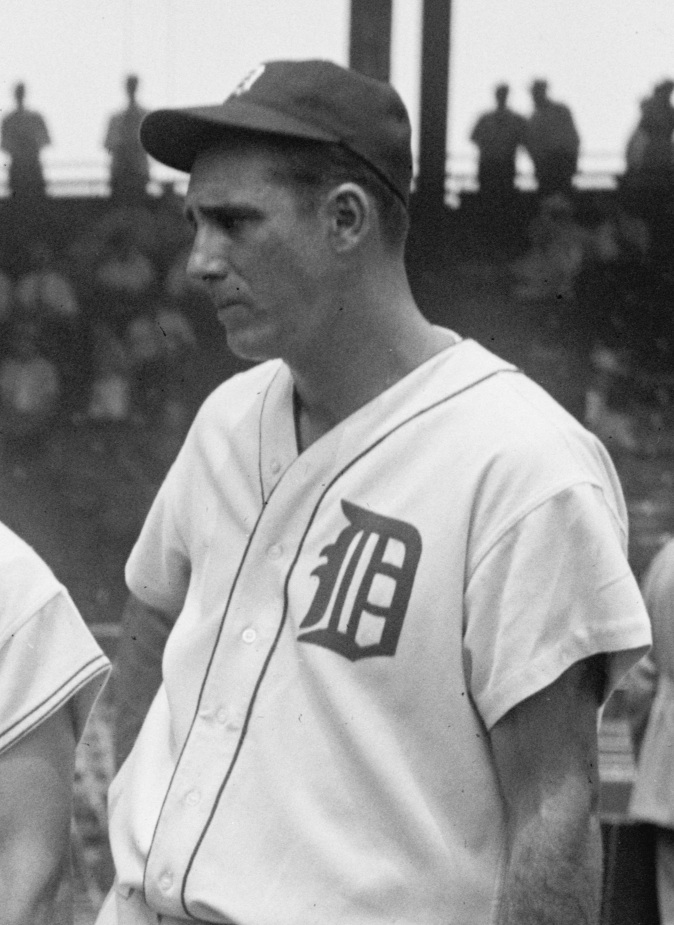
Hank Greenberg, membro do Hall of Fame e 2 vezes MVP

| Jogador           | Duplas | Time                  | Temporada |
| ----------------- | ------ | --------------------- | --------- |
| Earl Webb         | 67     | Boston Red Sox        | 1931      |
| George H. Burns   | 64     | Cleveland Indians     | 1926      |
| Joe Medwick       | 64     | St. Louis Cardinals   | 1936      |
| Hank Greenberg    | 63     | Detroit Tigers        | 1934      |
| Paul Waner        | 62     | Pittsburgh Pirates    | 1932      |
| Charlie Gehringer | 60     | Detroit Tigers        | 1936      |
| Tris Speaker      | 59     | Cleveland Indians     | 1923      |
| Chuck Klein       | 59     | Philadelphia Phillies | 1930      |
| Todd Helton       | 59     | Colorado Rockies      | 2000      |
| Billy Herman      | 57     | Chicago Cubs          | 1935      |
| Billy Herman      | 57     | Chicago Cubs          | 1936      |
| Carlos Delgado    | 57     | Toronto Blue Jays     | 2000      |
| Joe Medwick       | 56     | St. Louis Cardinals   | 1937      |
| George Kell       | 56     | Detroit Tigers        | 1950      |
| Craig Biggio      | 56     | Houston Astros        | 1999      |
| Garret Anderson   | 56     | Anaheim Angels        | 2002      |
| Nomar Garciaparra | 56     | Boston Red Sox        | 2002      |
| Brian Roberts     | 56     | Baltimore Orioles     | 2009      |
| Ed Delahanty      | 55     | Philadelphia Phillies | 1899      |
| Gee Walker        | 55     | Detroit Tigers        | 1936      |
| Lance Berkman     | 55     | Houston Astros        | 2001      |
| Matt Carpenter    | 55     | St. Louis Cardinals   | 2013      |

### Evolução do recorde em duplas em temporada única
| Duplas | Jogador         | Time                    | Ano  | Anos em que o recorde permaneceu |
| ------ | --------------- | ----------------------- | ---- | -------------------------------- |
| 21     | Ross Barnes     | Chicago White Stockings | 1876 | 2                                |
| 21     | Dick Higham     | Hartford Dark Blues     | 1876 | 2                                |
| 21     | Paul Hines      | Chicago White Stockings | 1876 | 2                                |
| 22     | Dick Higham     | Providence Grays        | 1878 | 1                                |
| 31     | Charlie Eden    | Cleveland Blues         | 1879 | 3                                |
| 37     | King Kelly      | Chicago White Stockings | 1882 | 1                                |
| 49     | Ned Williamson  | Chicago White Stockings | 1883 | 4                                |
| 52     | Tip O'Neill     | St. Louis Browns (AA)   | 1887 | 12                               |
| 55     | Ed Delahanty    | Philadelphia Phillies   | 1899 | 24                               |
| 48     | Nap Lajoie      | Philadelphia Athletics  | 1901 | (3)                              |
| 49     | Nap Lajoie      | Cleveland Bronchos      | 1904 | (6)                              |
| 51     | Nap Lajoie      | Cleveland Bronchos      | 1910 | (2)                              |
| 53     | Tris Speaker    | Boston Red Sox          | 1912 | (11)                             |
| 59     | Tris Speaker    | Cleveland Indians       | 1923 | 3                                |
| 64     | George H. Burns | Cleveland Indians       | 1926 | 5                                |
| 67     | Earl Webb       | Boston Red Sox          | 1931 | atual                            |

O total de Lajoie em 1901 até o total de Speaker em 1912 estão listados porque alguns historiadores de beisebol e publicações desconsideram qualquer recorde estabelecidos antes da "Era Moderna" que começou em 1901.

### Múltiplas temporadas com 50 duplas
| Jogador           | Temporadas | Temporadas e times                            |
| ----------------- | ---------- | --------------------------------------------- |
| Tris Speaker      | 5          | 1912 Boston (AL); 20–21, 23, 26 Cleveland     |
| Paul Waner        | 3          | 1928, 32, 36 Pittsburgh                       |
| Stan Musial       | 3          | 1944, 46, 53 St. Louis (NL)                   |
| Albert Pujols     | 3          | 2003–04 St. Louis (NL); 2012 Los Angeles (AL) |
| Brian Roberts     | 3          | 2004, 08, 09 Baltimore (AL)                   |
| George H. Burns   | 2          | 1926–27 Cleveland                             |
| Chuck Klein       | 2          | 1930, 32 Philadelphia (NL)                    |
| Charlie Gehringer | 2          | 1934, 36 Detroit                              |
| Billy Herman      | 2          | 1935–36 Chicago (NL)                          |
| Joe Medwick       | 2          | 1936–37 St. Louis (NL)                        |
| Hank Greenberg    | 2          | 1934, 40 Detroit                              |
| Edgar Martínez    | 2          | 1995–96 Seattle                               |
| Craig Biggio      | 2          | 1998–99 Houston                               |
| Todd Helton       | 2          | 2000–01 Colorado                              |
| Nomar Garciaparra | 2          | 2000, 02 Boston (AL)                          |

### Sete temporadas com 40 Duplas
| Jogador           | Temporadas | Temporadas e times                                                         |
| ----------------- | ---------- | -------------------------------------------------------------------------- |
| Tris Speaker      | 10         | 1912, 14 Boston (AL); 16–17, 20–23, 26 Cleveland; 27 Washington (AL)       |
| Stan Musial       | 9          | 1943–44, 46, 48–50, 52–54 St. Louis (NL)                                   |
| Harry Heilmann    | 8          | 191921, 23–27, 29 Detroit; 30 Cincinnati                                   |
| Wade Boggs        | 8          | 1983, 85–91 Boston (AL)                                                    |
| Nap Lajoie        | 7          | 1897–98 Philadelphia (NL); 1901 Philadelphia (AL); 03-04, 06, 10 Cleveland |
| Rogers Hornsby    | 7          | 1920–22, 24–25 St. Louis (NL); 28 Boston (NL); 29 Chicago (NL)             |
| Lou Gehrig        | 7          | 1926–28, 30, 32–34 New York (AL)                                           |
| Charlie Gehringer | 7          | 1929–30, 32–34, 36–37 Detroit                                              |
| Joe Medwick       | 7          | 1933–39 St. Louis (NL)                                                     |
| Pete Rose         | 7          | 1968, 74–76, 78 Cincinnati; 79–80 Philadelphia (NL)                        |
| Craig Biggio      | 7          | 1993–94, 98–99, 2003–05 Houston                                            |
| Todd Helton       | 7          | 2000–01, 03–07 Colorado                                                    |
| Albert Pujols     | 7          | 2001-04, 08-09 St. Louis (NL); 2012 Los Angeles (AL)                       |
| Robinson Canó     | 7          | 2006-2007, 2009-2013 New York (AL)                                         |

### Líder em duplas, 5 ou mais temporadas
| Jogador      | Titles | Temporadas e times                                                   |
| ------------ | ------ | -------------------------------------------------------------------- |
| Tris Speaker | 8      | 1912, 14 Boston (AL); 16, 18, 20–23 Cleveland                        |
| Stan Musial  | 8      | 1943–44, 46, 48–49, 53–54 St. Louis (NL)                             |
| Honus Wagner | 7      | 1900, 02, 04, 06–09 Pittsburgh                                       |
| Nap Lajoie   | 5      | 1898 Philadelphia (NL); 1901 Philadelphia (AL); 04, 06, 10 Cleveland |
| Pete Rose    | 5      | 1974–76, 78 Cincinnati; 80 Philadelphia (NL)                         |

### Líder em duplas, 3 ou mais temporadas consecutivas
| Jogador        | Títulos | Temporadas e times     |
| -------------- | ------- | ---------------------- |
| Honus Wagner   | 4       | 1906–09 Pittsburgh     |
| Tris Speaker   | 4       | 1920–23 Cleveland      |
| Dan Brouthers  | 3       | 1886–88 Detroit (NL)   |
| Rogers Hornsby | 3       | 1920–22 St. Louis (NL) |
| Joe Medwick    | 3       | 1936–38 St. Louis (NL) |
| Stan Musial    | 3       | 1952–54 St. Louis (NL) |
| Pete Rose      | 3       | 1974–76 Cincinnati     |
| Don Mattingly  | 3       | 1984–86 New York (AL)  |

### Líder em duplas, três décadas
| Jogador | Temporadas e times    |
| ------- | --------------------- |
|         | feito nunca alcançado |

### Líder na liga em duplas, ambas as ligas
| Jogador      | Temporadas e times                                                   |
| ------------ | -------------------------------------------------------------------- |
| Nap Lajoie   | 1898 Philadelphia (NL); 1901 Philadelphia (AL); 04, 06, 10 Cleveland |
| Ed Delahanty | 1901 Philadelphia (NL); 02 Washington (AL)                           |

### Líder na liga em duplas, três times diferentes
| Jogador    | Temporadas e times                                                   |
| ---------- | -------------------------------------------------------------------- |
| Nap Lajoie | 1898 Philadelphia (NL); 1901 Philadelphia (AL); 04, 06, 10 Cleveland |

## Quatro duplas por um jogador em um jogo
Este recorde foi conseguido por 20 jogadores.

### 4 duplas em um jogo por um jogador, duas vezes
| Jogador       | Time                  | Data               | Oponente          |
| ------------- | --------------------- | ------------------ | ----------------- |
| Gavvy Cravath | Philadelphia Phillies | August 8, 1915     | Cincinnati Reds   |
|               | Philadelphia Phillies | June 23, 1919      | Boston Braves     |
| Albert Belle  | Baltimore Orioles     | August 29, 1999    | Detroit Tigers    |
|               | Baltimore Orioles     | September 23, 1999 | Oakland Athletics |

## 350 duplas por um time em uma temporada
| Duplas | Time                | Temporada |
| ------ | ------------------- | --------- |
| 373    | St. Louis Cardinals | 1930      |
| 373    | Boston Red Sox      | 1997      |
| 373    | Boston Red Sox      | 2004      |
| 371    | Boston Red Sox      | 2003      |
| 363    | Boston Red Sox      | 2013      |
| 357    | Cleveland Indians   |           |
| 357    | Toronto Blue Jays   | 2003      |
| 357    | Texas Rangers       |           |
| 356    | Cleveland Indians   | 1930      |
| 355    | Cleveland Indians   | 1921      |
| 353    | St. Louis Cardinals | 1931      |
| 352    | Boston Red Sox      | 2007      |
| 352    | Detroit Tigers      | 2007      |
| 351    | Cleveland Indians   | 2006      |